# Rose Bowl (film)
Rose Bowl è un film del 1936 diretto da Charles Barton.
È una commedia a sfondo romantico e sportivo statunitense con Eleanore Whitney, Tom Brown, Buster Crabbe e William Frawley. È basato sul romanzo del 1931 O'Reilly of Notre Dame di Francis Wallace.

## Produzione
Il film, diretto da Charles Barton su una sceneggiatura di Marguerite Roberts e un soggetto di Francis Wallace, fu prodotto da A.M. Botsford per la Paramount Pictures. e fu girato in California.

## Distribuzione
Il film fu distribuito negli Stati Uniti dal 30 ottobre 1936 al cinema dalla Paramount Pictures. È stato distribuito anche nel Regno Unito con il titolo O'Riley's Luck.